# Blepisanis anteatra
Blepisanis anteatra là một loài bọ cánh cứng trong họ Cerambycidae.